# Kučevo
Kučevo (serbisch-kyrillisch Кучево, Rumänisch: Cuciovă) ist eine Stadt und Gemeindesitz im Okrug Braničevo, Serbien. 2002 lebten in der Stadt 4506, in der Gemeinde 18.808 Menschen.  
Laut Volkszählung 2002 lebten in Kučevo 12.584 Serben, 5326 Rumänen sowie Angehörige anderer Volksgruppen. 1973 gab es Ausgrabungen auf einem Areal, das auf eine römische Stadt des 4. Jahrhunderts zurückgeht.

## Söhne und Töchter der Stadt
- Đorđe Marjanović (1931–2021), Sänger
- Radovan Radović (1936–2022), Basketballspieler